# Геологічеська Бада
Геологі́чеська Бада́ (рос. Геологическая Бада) — село у складі Хілоцького району Забайкальського краю, Росія. Входить до складу Бадинського сільського поселення.

## Історія
Село утворено 2014 року шляхом виділення частини села Бада.